# Urocyon
Urocyon, rod od dvije ili tri vrste pravih lisica koji se smatra za jedan od najstarjih živućih rodova pravih lisica. Dvije opisane vrste su Urocyon cinereoargenteus (Schreber, 1775) ili siva lisica i Urocyon littoralis Baird, 1857 ili otočna siva lisica. Sve ove životinje žive na području Sjeverne Amerike.
Otočna siva lisica živi na otočju Channel Islands pred kalifornijskom obalom i izgleda kao patuljasti oblik sive lisice i najmanja je u Sjevernoj Americi. Težina ove lisice iznosi oko dva kilograma za odraslog mužjaka, a ženke su nešto lakše. Siva lisica Urocyon cinereoargenteus rasprostranjena je od Kanade do Venezuele i Kolumbije, sključujući dijelove Velikih ravnica (prerije), planinska područja Sjeverozapadnog SAD-a i istočnu obalu Srednje Amerike. 
Treća, neopisana vrsta je cozumelska lisica, gotovo istrebljena, a živi na meksičkom otoku Cozumel. Posljednji puta viđena je 2001 godine.
- siva lisica, Urocyon cinereoargenteus
- Urocyon littoralis

## Vanjske poveznice
|  | Zajednički poslužitelj ima stranicu o temi Urocyon    |
|  | Zajednički poslužitelj ima još gradiva o temi Urocyon |
|  | Wikivrste imaju podatke o taksonu Urocyon             |